# Albidella
Albidella, biljni rod iz porodice žabočunovki (Alismataceae) raširen na poluotoku Yucatan i Kubi, postoje četiri vrste a najpoznatiji predstavnik je vodena biljka s plujtajućim listovima Albidella nymphaeifolia. Ostale tri vrste uključene su u ovaj rod 2017.

## Vrste
1. Albidella acanthocarpa (F.Muell.) Lehtonen, 2017
2. Albidella glandulosa (Thwaites) Lehtonen, 2017
3. Albidella nymphaeifolia (Griseb.) Pichon, 1946
4. Albidella oligococca (F.Muell.) Lehtonen, 2017